# Джаганнатха Мишра
Джаганна́тха Ми́шра (IAST: Jagannātha Miśra; ум. 1501, Навадвип) — кришнаитский святой, отец Чайтаньи — основоположника гаудия-вайшнавизма, почитаемого внутри этой индуистской традиции бхакти как совместное воплощение Кришны и его возлюбленной Радхи.
Джаганнатха Мишра родился в брахманской семье в бенгальской деревне Южная Дхака (ныне в округе Силхет, Бангладеш). У его деда, Мадху Мишры, было четверо сыновей: Упендра, Рангада, Киртида и Киртиваса. Согласно «Према-виласе» (24), у Упендры и его жены Калавати родилось семеро сыновей: Камсари, Парамананда, Падманабха, Сарвешвара, Джаганнатха Мишра, Джанардана и Трайлокьянатха.
В юности Джаганнатха Мишра пришёл в Навадвипу, чтобы учиться, где женился на Шачидеви, дочери известного брахмана-учёного Навадвипы Ниламбары Чакраварти, после чего навсегда поселился на берегу Ганги в Маяпуре. Джаганнатха Мишра был бедным брахманом и поддерживал свою семью, собирая подаяния.
У Джаганнатхи Мишры и его жены Шачидеви родилось восемь дочерей, все они умерли в раннем возрасте, после чего чета посвятила себя воспитанию двух выживших сыновей, Вишварупы и Вишвамбхары. Вишвамбхара был десятым, самым младшим ребёнком. Позднее он стал известен как Нимай Пандит, а затем, после принятия санньясы — как Чайтанья.
В «Гаура-ганоддеша-дипике» (37) говорится, что в лилах Кришны отец Джаганнатхи Мишры Упендра ранее воплотился как пастух Парджанья, а сам Джаганнатха Мишра был отцом Кришны Васудевой и Нандой. В других воплощениях Кришны Нанда или Джаганнатха Мишра воплощались как Кашьяпа, Дашаратха и Сутапа. В «Чайтанья-чаритамрите» говорится: «Махараджа Нанда, царь Враджабхуми, стал Джаганнатхой Мишрой, отцом Чайтаньи Махапрабху. А Яшодамайи, царица Враджабхуми, стала Шачидеви, матерью Господа Чайтаньи. Сын Махараджи Нанды стал теперь Шри Чайтаньей Махапрабху, а Баларама, брат Кришны, стал Нитьянандой Прабху, братом Господа Чайтаньи».